# 本田祐美
本田 祐美（ほんだ ゆみ、1966年5月20日 - ）は、元RSK山陽放送アナウンサー。O型。

## 来歴
福岡県宗像市出身。北九州大学（現在の北九州市立大学）卒業後、山陽放送（現在のRSK山陽放送）に入社した（同期は早田和泰、安田敬一郎）。アノンシスト賞ラジオ部門最優秀賞を受賞した。2008年にフリーへ転身した。岡山市の「コンサルタントネットワーク」に所属し、講師および取締役副社長を務める。
趣味は、日記をつけること、水族館めぐり、旅行、ヨガ。

## 過去の担当番組

### テレビ
- RSK5時（初代司会）
- 流行MON倶楽部
- イブニングDonDon
- 発掘スクバラ はぴデリ

### ラジオ
- ラブミラージュ インキャンパス
- ハロータウン
- RSKラジオマガジン
- 土曜はゴロゴロ
- 日産ウイークエンドジョッキー